# Vlag van Nissewaard

Vlag van de gemeente Nissewaard

De vlag van Nissewaard is sinds 9 juli 2020 de officiële gemeentevlag Zuid-Hollandse gemeente Nissewaard. 
De vlag werd op 8 juli 2020 vastgesteld per gemeentebesluit. Het ontwerp is gemaakt door de Hoge Raad van Adel.

## Beschrijving
De officiële beschrijving luidt: 
Een broeking van twee banen, de bovenste geel met een rode omgewende aanziende leeuw, blauw getongd en genageld, en de onderste baan met zes dwarsbalken, blauw en geel, de blauwe dwarsbalken beladen met respectievelijk vier, drie en twee witte St. Andries-kruisjes en een vlucht van drie golvende banen die zich verhouden tot de hoogte van de vlag als 2:1:2.

## Verklaring
De vlag is rechtstreeks afgeleid van het wapen van Nissewaard, waarbij de bovenste helft van het wapen in de broeking is geplaatst en de onderste helft in de vlucht. Door de complexere delen van het wapen in de broeking te plaatsen is de vlag goed herkenbaar, ook wanneer deze bij weinig wind uithangt.

Het wapen van Nissewaard

## Eerdere vlag

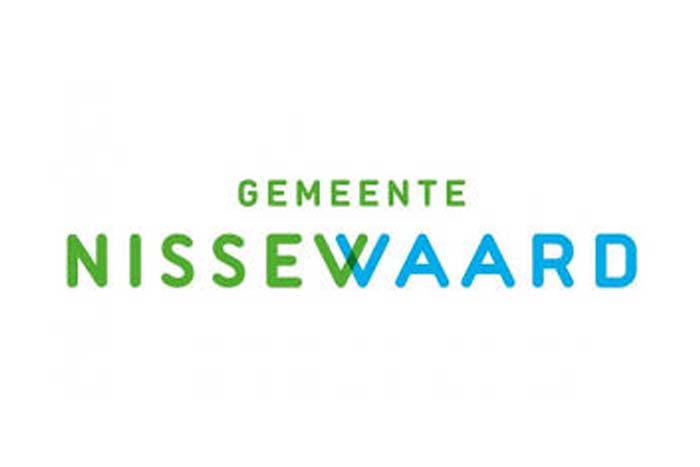
Logovlag (tot 2020)

De eerdere logovlag is voorbehouden aan de gemeente. Hij bestaat uit een witte achtergrond met in het midden de tekst gemeente Nissewaard onder elkaar. Het tekstgedeelte 'gemeente' is in het groen en is kleiner dan het tekstgedeelte 'Nissewaard'. De eerste helft van het tekstgedeelte 'Nissewaard' is groen, de andere helft is blauw.
Alblasserdam
· Albrandswaard
· Alphen aan den Rijn
· Barendrecht
· Bodegraven-Reeuwijk
· Capelle aan den IJssel
· Delft
· Den Haag
· Dordrecht
· Goeree-Overflakkee
· Gorinchem
· Gouda
· Hardinxveld-Giessendam
· Hendrik-Ido-Ambacht
· Hillegom
· Hoeksche Waard
· Kaag en Braassem
· Katwijk
· Krimpen aan den IJssel
· Krimpenerwaard
· Lansingerland
· Leiden
· Leiderdorp
· Leidschendam-Voorburg
· Lisse
· Maassluis
· Midden-Delfland
· Molenlanden
· Nieuwkoop
· Nissewaard
· Noordwijk
· Oegstgeest
· Papendrecht
· Pijnacker-Nootdorp
· Ridderkerk
· Rijswijk
· Rotterdam
· Schiedam
· Sliedrecht
· Teylingen
· Vlaardingen
· Voorne aan Zee
· Voorschoten
· Waddinxveen
· Wassenaar
· Westland
· Zoetermeer
· Zoeterwoude
· Zuidplas
· Zwijndrecht